# Лорен Дин
Лорен Дин Јовичић (енгл. Loren Dean Jovicic; Лас Вегас, 31. јул 1969) амерички је филмски и позоришни глумац српског порекла. Играо је доста запажених улога, у бројним филмовима, како холивудским, тако и у независним продукцијама, међу којима се истичу Били Батгејт, Гатака, Аполо 13, Државни непријатељ, Мамфорд и др.

## Биографија и каријера
Отац му је био Борислав Љубомир Јовичић (са мајчине стране Бизетић), иначе српског порекла, који се бавио одевним бизнисом. Мајка му је радила као породични и брачни саветник. Родитељи су му се развели, кад је био још веома мали. Његова мајка је добила старатељство над њим и породица се преселила у Лос Анђелес. Кад је посећивао свог оца, њих двојица су често ишли да гледају филмове - за шта Дин каже, да је довело до тога да заволи филмску уметност. Имао је тешко детињство и као резултат тога, побегао је од куће, када је имао 16 година. Матурирао је у Средњој школи Санта Моника у истоименом граду, у Калифорнији 1986. године.
Дин се преселио у Њујорк са 17 година како би учио глуму у престижном Херберт Бергоф студију, као и код Сандре Сикет. Након две године, пријатељ га је повезао са агентом и он је почео да се појављује у позоришним представама у Њујорку. Освојио је Theatre World Award 1989. године за свој Оф Бродвеј деби у представи Amulets Against the Dragon Forces у Circle Repertory Company. Постао је омиљени глумац, Оскаром награђеног сценаристе и драмског писца Џона Патрика Шанлија, појављујући се у многим ауторовим комадима, од којих су најпознатије 4 Dogs and a Bone и Beggars in the House of Plenty.

## Филмографија
| Улоге Лорена Дина |                              |               |                  |             |
| Година            | Српски назив                 | Изворни назив | Улога            | Напомена    |
| 1988.             |                              |               |                  |             |
| 1989.             |                              |               |                  |             |
| 1991.             | Били Батгејт                 |               | Били Батгејт     |             |
| 1992.             | 1492: Освајање раја          |               |                  |             |
| 1993.             |                              |               | Џо Кенеди Јуниор | мини-серија |
| 1993.             |                              |               |                  | ТВ филм     |
| 1995.             | Аполо 13                     |               | Џон Арон         |             |
| 1995.             |                              |               |                  |             |
| 1996.             |                              |               |                  |             |
| 1996.             | Како направити амерички килт |               | Престон          |             |
| 1997.             | Гатака                       |               | Ентон Фриман     |             |
| 1997.             | До краја насиља              |               | "Док" Дин Брок   |             |
| 1997.             | Роузвуд                      |               | Џејмс Тејлор     |             |
| 1998.             | Државни непријатељ           |               | Лорен Хикс       |             |
| 1998.             |                              |               |                  |             |
| 1999.             | Мамфорд                      |               | Др. Мамфорд      |             |
| 2000.             | Свемирски каубоји            |               | Итан Гленс       |             |
| 2001.             |                              |               |                  |             |
| 2005.             |                              |               |                  | ТВ Серија   |
| 2006.             | Боунс                        |               | Рас Бренан       | ТВ Серија   |
| 2007.             |                              |               |                  | ТВ Филм     |
| 2008.             |                              |               |                  |             |
| 2008.             |                              |               |                  |             |
| 2009.             |                              |               |                  |             |
| 2010.             |                              |               |                  |             |
| 2011.             |                              |               |                  | ТВ Филм     |
| 2018.             | Мула                         |               | ДЕА агент Браун  |             |
| 2019.             | До звезда                    |               | Доналд Станфорд  |             |

## Остало
- Био је жртва имитатора који је представљајући се као он, варао људе.[7]
- За време боравка у Њујорку, постао је још већи љубитељ животиња.
- У слободно време компонује и свира клавир, који свира од своје 6 године.[6]